# Nordlig hättemossa
Nordlig hättemossa (Orthotrichum alpestre) är en bladmossart som beskrevs av Hornschuch och B.S.G. 1849. Nordlig hättemossa ingår i släktet hättemossor, och familjen Orthotrichaceae. Arten är reproducerande i Sverige. Inga underarter finns listade i Catalogue of Life.